# مارفين إيمنز
مارفين إيمنز (بالهولندية: Marvin Emnes)‏ (27 مايو 1988 هولندا - ) هو لاعب كرة قدم هولندي، يلعب كلاعب وسط.

## وصلات خارجية
مارفين إيمنز على موقع قاعدة بيانات كرة القدم.إي يو (الإنجليزية)
- مارفين إيمنز على موقع Soccerbase.com (لاعب) (الإنجليزية)
- مارفين إيمنز على موقع Soccerway.com (الإنجليزية)
- مارفين إيمنز على موقع عالم كرة القدم.نت (الإنجليزية)
- مارفين إيمنز على موقع AS.com (الإسبانية)